# Bulbophyllum barbavagabundum
Bulbophyllum barbavagabundum är en orkidéart som beskrevs av Jaap J. Vermeulen. Bulbophyllum barbavagabundum ingår i släktet Bulbophyllum och familjen orkidéer. Inga underarter finns listade i Catalogue of Life.